# Emilio Respighi
Emilio Respighi (Parma, 23 dicembre 1860 – Milano, aprile 1936) è stato un dermatologo italiano.

## Biografia
Nasce da una famiglia originaria di Cortemaggiore, fratello di Pietro, cardinale vicario di Pio X, Carlo, Prefetto delle Cerimonie Pontificie, Lorenzo, astronomo, e il musicista Ottorino.
Divenuto medico, Emilio Respighi si specializzò in Dermatologia all'Università degli Studi di Parma.

## Attività scientifica
Nel 1892 descrisse per la prima volta una malattia dermatologica non ancora conosciuta, che definì "ipercheratosi figurata centrifuga atrofizzante", sulla quale pubblicò diversi studi.
Nel 1893 fu docente a Bologna e nel 1903 a Perugia, dove utilizzò per primo i raggi X per curare una malattia dermatologica.
Nel 1887 subentrò a Lorenzo Berzieri alla direzione sanitaria delle terme di Tabiano, dove rimase fino al 1912 portando la sua grande esperienza dermatologica nei suoi numerosi studi sugli effetti delle cure termali. Dal 1924 fu consulente delle terme di Tabiano, e dal 1926 al 1932 delle terme di Salsomaggiore. Nel novembre del 1932 si ritirò a Milano dove morì nell'aprile 1936; venne sepolto al Cimitero Maggiore. Nel 1959 l'odierno stabilimento termale di Tabiano fu intitolato a suo nome.

## Scritti
- Emilio Respighi, Tabiano. Stazione balneare di acque e fanghi solforosi, G. Ferrari & figli, 1890.
- Emilio Respighi, Un caso di sclerodermia a piccole placche, simmetrica antica, Fratelli Rivara, 1894.
- Emilio Respighi, Sull'ipercheratosi eccentrica: nuovo contributo, Fratelli Rivara, 1895.
- Emilio Respighi, Di una singalore ipercheratosi, 1896.

| Controllo di autorità | VIAF (EN) 721152684002123430007 · ISNI (EN) 0000 0004 9556 7332 · SBN SBLV189906 · LCCN (EN) n2018183489 |